# Hősök temetője (Nyíregyháza)
A Hősök Temetője Nyíregyháza egy lezárt temetője. 1915-ben nyitották meg, és több mint 2000 hős katona nyugszik itt, köztük sok külföldi is, akik az első világháborúban vesztették életüket. A jelenkori temető már csak töredéke annak a területnek mint amekkora volt valójában a világháború idején, ugyanis a temető széle a ma is működő vasút vonaláig ért.

## Történelem
Az első világháború idején a front közelsége miatt Nyíregyházán a beteg- és sebesültforgalom jelentősen megnőtt. Az elhelyezési lehetőségek igen szűkek voltak. Sóstófürdőn több épületet átalakítottak ideiglenes hadi kórházzá, ahová a súlyos sérülteket szállították.
Az I. világháború idején a huszár laktanya közvetlen szomszédságában működött az Osztrák–Magyar Monarchia egyik legnagyobb hadikórháza, a 2700 ágyas úgynevezett Barakk kórház. Ehhez a kórházhoz tartozott az 1915-ben megnyitott temető is. A sírokban magyar, osztrák, német, olasz, lengyel, cseh, szlovák, orosz, ukrán, román, horvát, szlovén, szerb és bosnyák katonák földi maradványai nyugszanak.

## Megemlékezések
Minden évben, kétszer a város lakossága megemlékezik a hős katonákról: május utolsó vasárnapján és Mindenszentekkor.

## Felújítás
2014-ben a ma már kegyeleti parkként működő temetőt felújították. A rekonstrukció során 240 síremléket cseréltek újra, háromszázat felújítottak, új díszkaput kapott a temető, megjavították a kerítést és rendbe tették a sétányokat.

## Földrajz
A Hősök temetője Nyíregyházán belül a mai Hadik, Derkovics és Dugonics utcák valamint a Bolyai tér által határolt területen fekszik, a Kertvárosban.